# HMS Gäddan (1915)
Pour les autres navires du même nom, voir HMS Gäddan.
Le HM Gäddan (en suédois, « Brochet ») est un sous-marin de classe Laxen, entré en service dans la marine royale suédoise en 1915.

## Carrière
Le navire a été commandé au chantier naval de Karlskrona et lancé en 1915. Il a rejoint la flotte le 14 avril 1915.
Le navire a été retiré du service en 1935 et son sort ultérieur est inconnu.